# Giro di Puglia 1985
Il Giro di Puglia 1985, quattordicesima edizione della corsa, si svolse dal 9 al 12 aprile 1985 su un percorso totale di 762,8 km, ripartiti su 4 tappe. La vittoria fu appannaggio dell'italiano Silvano Contini, precedendo i connazionali Fabrizio Verza e Luciano Rabottini.

## Tappe
| Tappa  | Data      | Percorso                     | km    | Vincitore di tappa | Leader cl. generale |
| ------ | --------- | ---------------------------- | ----- | ------------------ | ------------------- |
| 1ª     | 9 aprile  | Ostuni > Castellana Grotte   | 218,8 | Daniele Caroli     | Daniele Caroli      |
| 2ª     | 10 aprile | Polignano a Mare > Monopoli  | 200   | Urs Freuler        | Johan van der Velde |
| 3ª     | 11 aprile | Fasano > Cisternino          | 160   | Giuseppe Saronni   | Guido Van Calster   |
| 4ª     | 12 aprile | Alberobello > Martina Franca | 184   | Giovanni Mantovani | Silvano Contini     |
| Totale | Totale    | Totale                       | 762,8 |                    |                     |

## Dettagli delle tappe

### 1ª tappa
- 9 aprile: Ostuni > Castellana Grotte – 218,8 km

Risultati
| Pos. | Corridore           | Squadra  | Tempo    |
| ---- | ------------------- | -------- | -------- |
| 1    | Daniele Caroli      | Santini  | 5h19'45" |
| 2    | Guido Van Calster   | Ariostea | s.t.     |
| 3    | Johan van der Velde | Vini R.  | s.t.     |

| Pos. | Corridore      | Squadra      | Tempo |
| ---- | -------------- | ------------ | ----- |
| 1    | Daniele Caroli | Vini Ricordi | ?     |

### 2ª tappa
- 10 aprile: Polignano a Mare > Monopoli – 200 km

Risultati
| Pos. | Corridore           | Squadra    | Tempo    |
| ---- | ------------------- | ---------- | -------- |
| 1    | Urs Freuler         | Atala      | 4h46'31" |
| 2    | Johan van der Velde | Vini R.    | s.t.     |
| 3    | Moreno Argentin     | Sammontana | s.t.     |

| Pos. | Corridore           | Squadra | Tempo |
| ---- | ------------------- | ------- | ----- |
| 1    | Johan van der Velde | Vini R. | ?     |

### 3ª tappa
- 11 aprile: Fasano > Cisternino – 160 km

Risultati
| Pos. | Corridore         | Squadra    | Tempo    |
| ---- | ----------------- | ---------- | -------- |
| 1    | Giuseppe Saronni  | Del Tongo  | 4h17'30" |
| 2    | Guido Van Calster | Ariostea   | s.t.     |
| 3    | Harald Maier      | Gis Gelati | s.t.     |

| Pos. | Corridore         | Squadra  | Tempo |
| ---- | ----------------- | -------- | ----- |
| 1    | Guido Van Calster | Ariostea | ?     |

### 4ª tappa
- 12 aprile: Alberobello > Martina Franca – 184 km

Risultati
| Pos. | Corridore          | Squadra        | Tempo    |
| ---- | ------------------ | -------------- | -------- |
| 1    | Giovanni Mantovani | Sup. Brianzoli | 4h01'37" |
| 2    | Urs Freuler        | Atala          | s.t.     |
| 3    | Luciano Rabottini  | Vini R.        | s.t.     |

## Classifiche finali

### Classifica generale
| Pos. | Corridore              | Squadra                  | Tempo         |
| ---- | ---------------------- | ------------------------ | ------------- |
| 1    | Silvano Contini        | Ariostea-OECE            | ?             |
| 2    | Fabrizio Verza         | Sammontana               | a 13" o 23"   |
| 3    | Luciano Rabottini      | Vini Ricordi             | a 27" o 1'17" |
| 4    | Emanuele Bombini       | Del Tongo-Colnago        | a 1'59"       |
| 5    | Maarten Ducrot         | Kwantum Hallen-Yoko      | a 2'06"       |
| 6    | Urs Freuler            | Atala-Ofmega             | a 2'13"       |
| 7    | Guido Van Calster      | Ariostea-OECE            | a 2'35"       |
| 8    | Johan van der Velde    | Vini Ricordi             | a 2'38"       |
| 9    | Steen-Michael Petersen | Maggi Mobili-Fanini      | a 2'41"       |
| 10   | Harald Maier           | Gis Gelati-Trentino Vac. | a 2'42"       |